# آتش‌سوزی داگلاس سی-۴۷ ترانسپورتس ایریوس ناسیونال در ۱۹۵۲
آتش‌سوزی داگلاس سی-۴۷ ترانسپورتس ایریوس ناسیونال در ۱۹۵۲ (به انگلیسی: 1952 Transportes Aéreos Nacional Douglas C-47 mid-air fire) یک پرواز شرکت ترانسپورتس ایریوس ناسیونال از ریو وارده به مقصد گویانیا بود که در آن ۲۰ مسافر و ۴ خدمه حضور داشتند، در تاریخ ۱۲ اوت ۱۹۵۲ در پالمیراس دگویاس دچار سانحه شد و ۲۴ نفر جان باختند.